# Dascht-e Kawir

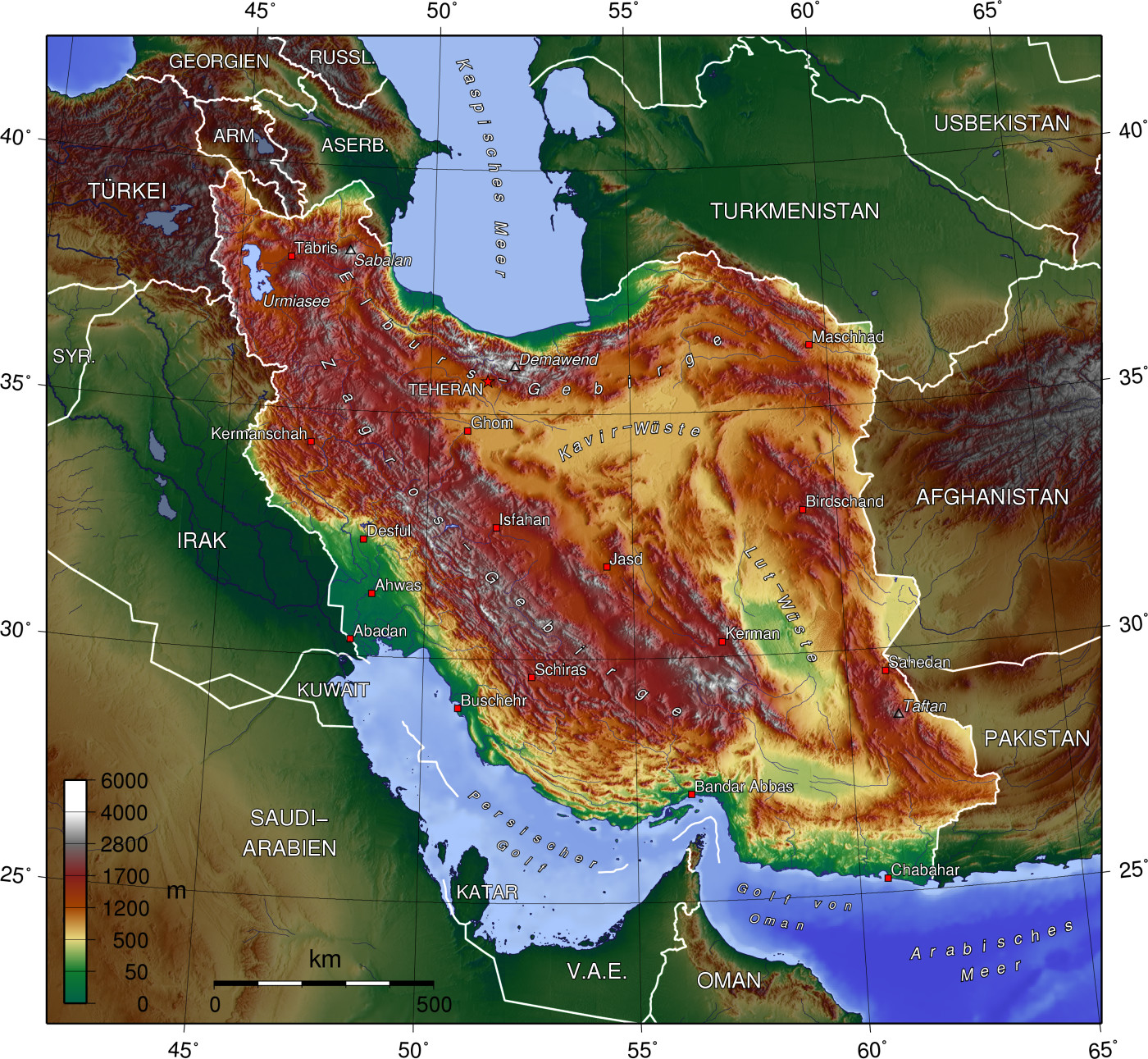
Irans Topografie mit Dascht-e Lut und Dascht-e Kawir

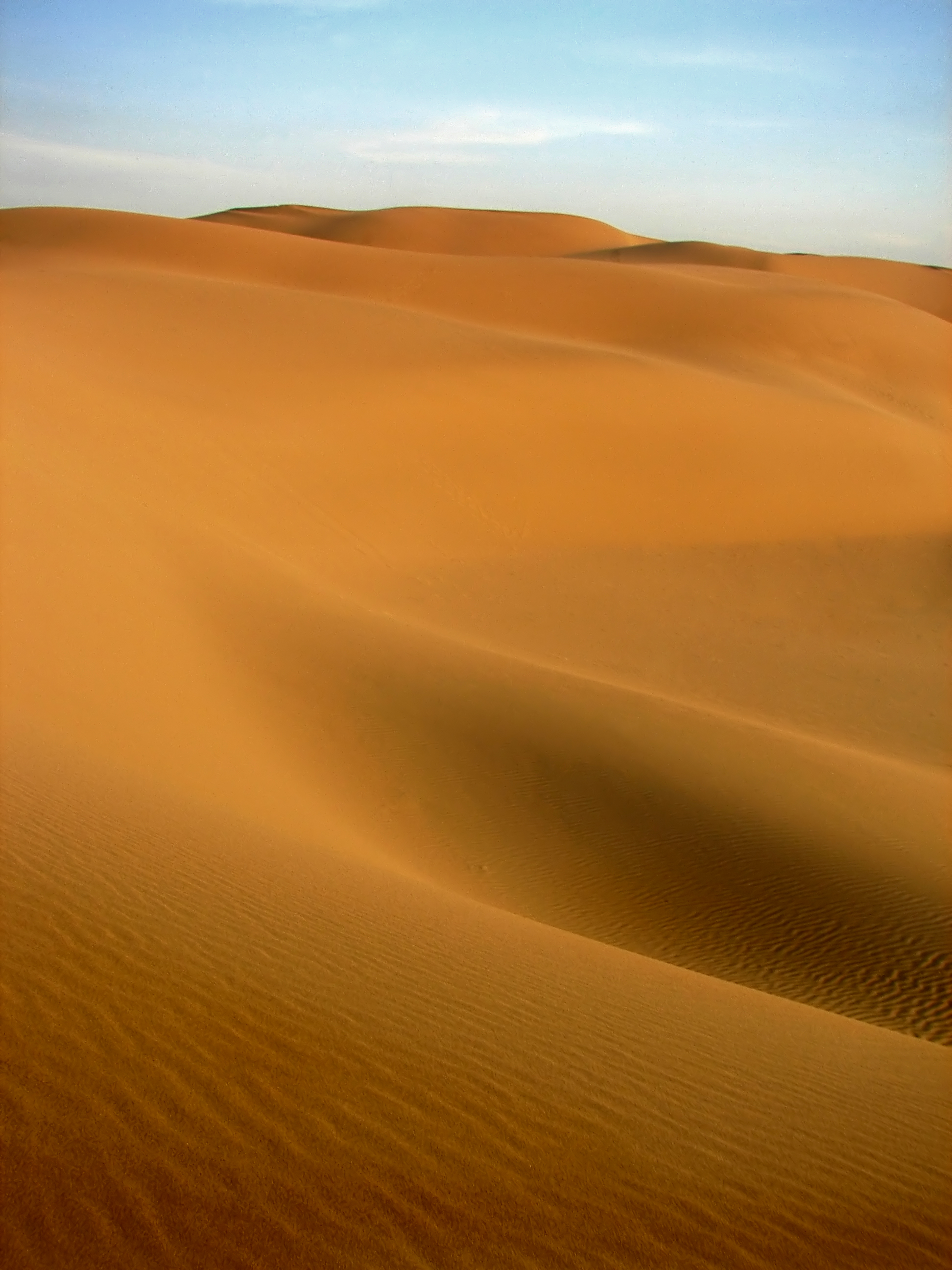
Marandschab-Dünen der Kawir-Wüste

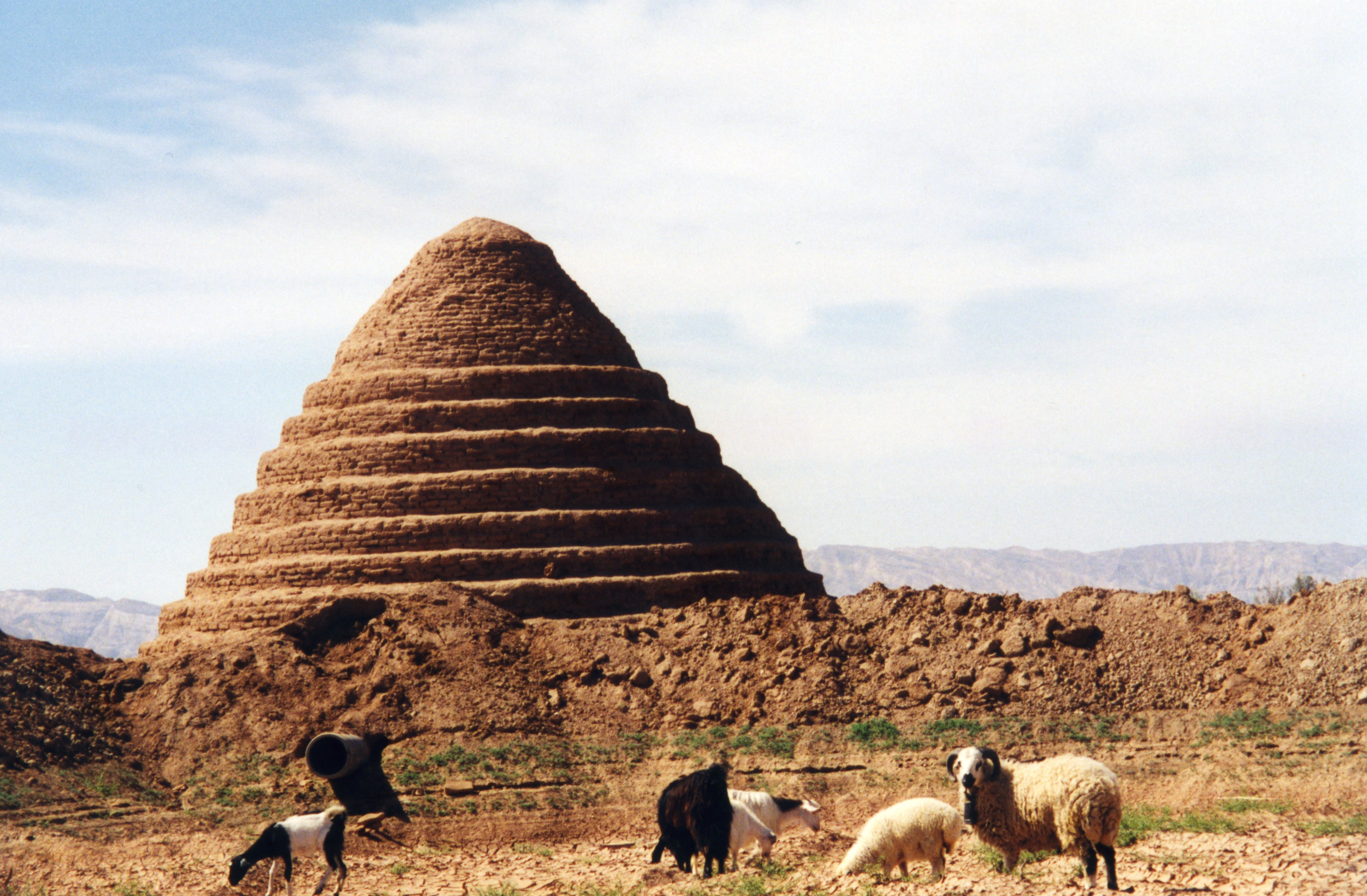
Ein Yachtschal (ein traditioneller Kühlraum) in der Dascht-e Kawir

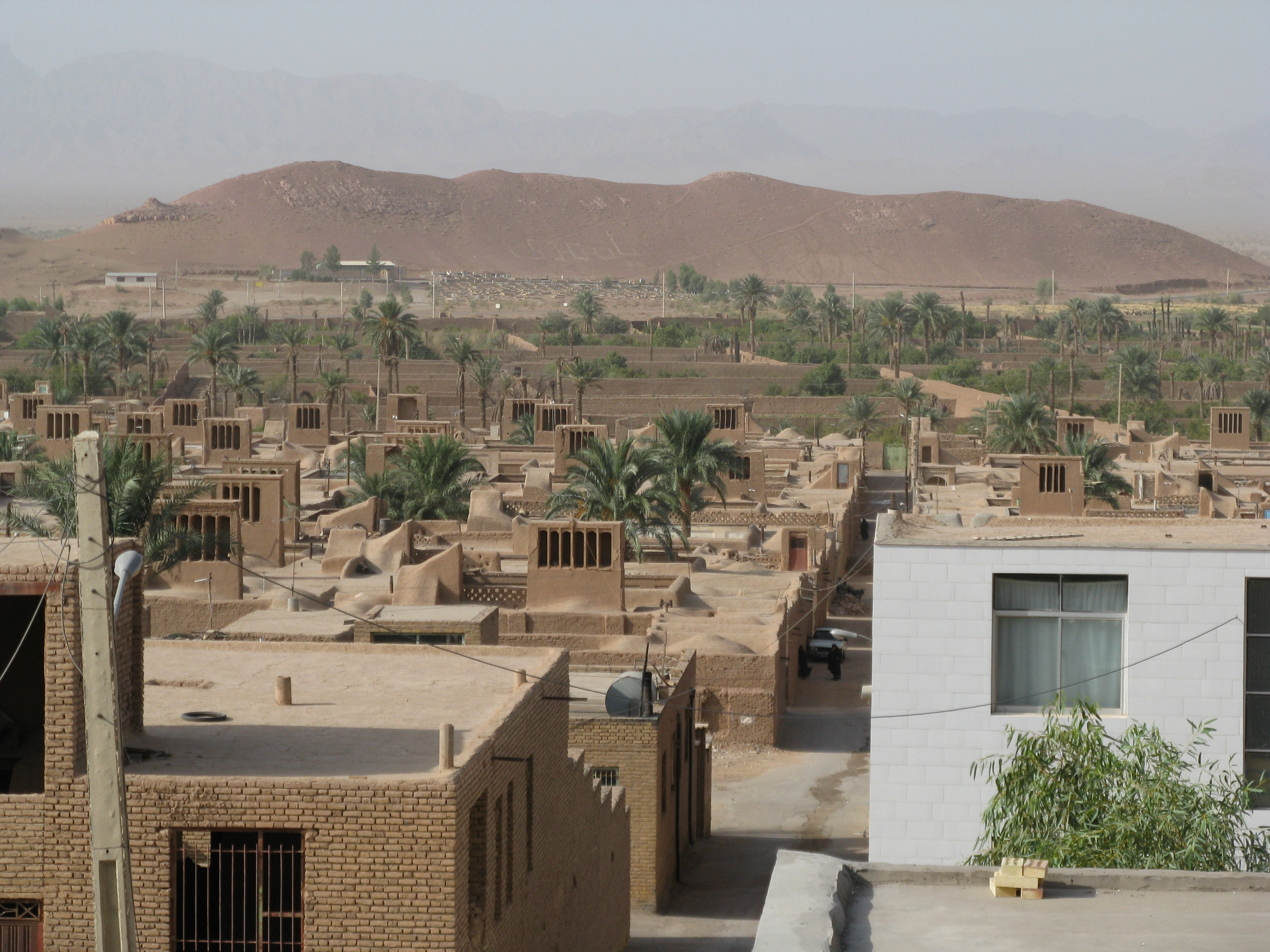
Tschupanan

Dascht-e Kawir (persisch دشت كوير, DMG dašt-e kavīr, abgeleitet von dašt ‚Ebene‘, ‚Wüste‘ und kavīr ‚Salzgrund‘, ‚Salzwüste‘, teilweise auch Kawir-e Namak „Salzsalzwüste“ oder Kawir-e bozorg ‚große Salzwüste‘ genannt), kurz auch Kawir, ist der persische Name einer weitflächigen Salzwüste im Iranischen Hochland nördlich der Wüste Lut. Sie ist etwa 78.000 km² groß.
Die Kawir steht, bedingt durch die Wendekreislage, unter dem Einfluss der Passatzirkulation und ist somit eine Wendekreiswüste. Sie liegt in einem Hochbecken zwischen dem Zāgros-Gebirge im Südwesten und dem Elburs-Gebirge im Norden. Diese Gebirge schirmen die Kawir wie auch die Lut gegen den Niederschlag ab, was die Aridität (Trockenheit) verstärkt. Früher erreichte der Monsunregen die vor etwa 3000 Jahren aus einer Reihe eiszeitlicher Seen entstandene heutige Wüste.
Wegen der sterilen und lebensfeindlichen Bedingungen der Salztonebenen ist die Kawir unbesiedelt. Aus den großflächigen Salzablagerungen werden Mineralien abgebaut.
Die Iranische Weltraumagentur betreibt in dieser Wüste Weltraumstartplätze, so in Emamshahr in der Provinz Semnan.
An den südlichen Rändern der Lut und Kawir liegen zahlreiche Oasen, die den Qanaten zugrunde liegen. Qanate sind horizontale Brunnen, die Grundwasser aus den Bergen beziehen. Sie ermöglichen keine nachhaltige Nutzung, da sie nur jüngste Niederschläge aus den Bergen nutzen. Sie wurden vor der Zeitenwende entwickelt und sind bis nach China verbreitet worden. Noch in den 1960er Jahren gab es im Land schätzungsweise 22.000 Brunnen.
Am westlichen Rand der Wüste liegt der Kawir-Nationalpark.